# 大西洋鯨鯷
大西洋鯨鯷（学名：Cetengraulis edentulus）為輻鰭魚綱鲱形目鳀科的其中一種，分布於西大西洋區，從加勒比海至巴西北部海域，棲息深度可達50公尺，本魚頭大，吻短而尖，鰓條細長，背部灰藍色，腹部銀白色，尾鰭叉形，臀鰭軟條18-24條，體長可達17.1公分，喜群游，棲息在沿海的潟湖或河口區，能忍受鹽度的變化，以浮游生物為食，可作為食用魚或餌魚。

## 擴展閱讀
維基物種上的相關：大西洋鯨鯷